# Campylomyza fusca
Campylomyza fusca är en tvåvingeart som beskrevs av Johannes Winnertz 1870. Campylomyza fusca ingår i släktet Campylomyza och familjen gallmyggor. Arten är reproducerande i Sverige. Inga underarter finns listade i Catalogue of Life.